# Remigia mutuata
Remigia mutuata là một loài bướm đêm trong họ Erebidae.